# Naučná stezka Tisá skála
Naučná stezka Tisá skála je naučná stezka ve Středočeském kraji, která vede okolím Tisé skály (uváděna také jako Tisí skála), nedaleko Bratčic. Naučná stezka měří na délku 1,5 km a nachází se na ní 3 informační tabule se stejným textem. Zprovozněna byla v červnu 2005.

## Vedení trasy
Trasu je nejlepší zahájit v Bratčicích a odtud pokračovat po silnici na Přibyslavice. Po asi 1 km se dojde na okraj lesa, kde již začíná vlastní NS. Trasa dále pokračuje po silnici až k rozcestí Pod Tisou skálou, kde odbočuje doleva a spolu se žlutou značko míří na vrchol Tisé skály. Trasa odtud pokračuje dále až do míst, kde žlutá značka odbočuje prudce doprava (v pravém úhlu), zatímco NS pokračuje po lesní cestě rovně. Tato cesta se následně mírně stáčí vlevo a ústí na silnici, která turisty dovede zpět do Bratčic.